# Louis Harant
Louis Joseph Harant (ur. 20 listopada 1895 w Baltimore, zm. 2 lipca 1986 w Vero Beach) – amerykański strzelec, mistrz olimpijski.
Podczas I wojny światowej stacjonował we Francji. W 1920 roku był porucznikiem 23 Pułku Piechoty USA, stacjonującym w Waszyngtonie. W wojsku trenował kilka drużyn strzeleckich. W czasie II wojny światowej służył na Filipinach i w Korei. 
Harant wystąpił na Letnich Igrzyskach Olimpijskich 1920 w przynajmniej dwóch konkurencjach. W drużynowym strzelaniu z pistoletu wojskowego z 30 m zdobył wraz z kolegami z reprezentacji złoty medal, osiągając najlepszy rezultat wśród amerykańskich zawodników (skład zespołu: Karl Frederick, Louis Harant, Michael Kelly, Alfred Lane, James Snook).
Pochowany na Cmentarzu Narodowym w Arlington.

## Wyniki

### Igrzyska olimpijskie
| Igrzyska | Konkurencja                        | Wynik                                      | Miejsce | Źródło |
| -------- | ---------------------------------- | ------------------------------------------ | ------- | ------ |
| IO 1920  | Pistolet wojskowy, 30 m            | 264 pkt.                                   | ?       | [ 1 ]  |
| IO 1920  | Pistolet wojskowy, 30 m, drużynowo | 1310 pkt. (druż.) 268 pkt. ind. (92–89–87) |         | [ 2 ]  |